# الوردانين
الوردانين إحدى مدن الجمهورية التونسية، تقع في الساحل التونسي بالقرب من مدينة مساكن في ولاية المنستير. تم تأسيسها كبلدية في عام 1974 بواسطة الرئيس الحبيب بورقيبة. المدينة تقع في وسط أكبر حقل زيتون في الساحل وعلى الطريق الرابط بين المنستير ومساكن

## أعلام
- الصادق حميدة الورداني
- عبد الله فرحات, وزير سابق
- حمدي مبروك, لاعب كرة قدم تونسي